# Álvaro Rodríguez de Sarria
Álvaro Rodríguez (fl. 1129-1166) (... – gennaio 1167) è stato un magnate galiziano durante i regni di Alfonso VII e Ferdinando II.

## Biografia
Álvaro era figlio di Rodrigo Vélaz e Urraca Álvarez, forse figlia di Álvar Fáñez e Mayor Pérez, figlia di Pedro Ansúrez. Sposò Sancha, figlia illegittima di Fernando Pérez de Traba e Teresa di León. La prima citazione del matrimonio della coppia risale al 25 maggio 1150. Dopo essere rimasta vedova, Sancha si sposò di nuovo con Pedro Alfonso. Morì attorno al 1182, lasciando due figli di Álvaro, Rodrigo e Vermudo, e due figlie, Sancha e Teresa, che sposò Alfonso Ramírez. 
Álvaro viene citato la prima volta in un documento del 29 gennaio 1129 nel Tumbo de Lorenzana, il cartolario del monastero di Lourenzá. Nel 1147 partecipò alla reconquista di Almería, secondo quanto detto nel Poema de Almería, conducendo un gruppo di giovani che erano stati addestrati da lui. L'anonimo Poema esalta la genealogia di Álvaro, soprattutto il nonno materno, suo omonimo.
Il 13 febbraio 1161 Álvaro vantava il titolo di "conte" (in latino comes), il più importante del regno, per la prima volta. Governò le tenencia di Ribadeo (1146), Suarón (1153), Montenegro (1155), Sarria (1164–66), e Limia (1165). Finanziò il monastero cistercense di Meira, vicino al quale ottenne terre da Alfonso VII il 27 agosto 1151. Nel 1164 Álvaro strinse un accordo con Pietro, vescovo di Mondoñedo, col quale le chiese galiziane di Pineira, Vigo e Villasella, che appartenevano alla diocesi, venivano passate ad Álvaro in cambio di altre proprietà. 
Álvaro era già morto il 20 gennaio 1167. Suo figlio Rodrigo gli succedette a Sarria e Lemos, ed ottenne il titolo di "conte".